# Tony Adams
Tony Alexander Adams MBE (Romford, 10 oktober 1966) is een Engels voormalig voetballer en voetbaltrainer die zijn gehele carrière uitkwam voor Arsenal, van 1983 tot 2002. Adams speelde als centrale verdediger en later in zijn carrière vaak ook als libero. Hij was van 1987 tot en met 2000 actief voor het Engels voetbalelftal, waarvoor hij 66 wedstrijden speelde en vijf keer scoorde.

## Clubcarrière
Adams kwam in 1980 bij Arsenal terecht, waar hij op 17-jarige leeftijd in 1983 zijn debuut maakte tegen Sunderland. Onder trainer George Graham werd Adams een van de belangrijkste spelers van de Engelse topclub. Op 1 januari 1988 werd hij de jongste aanvoerder uit de geschiedenis van de club, toen hij nog maar 21 jaar oud was. Hij zou de aanvoerdersband de komende veertien jaar dragen.
Adams speelde in totaal 668 wedstrijden voor de Londense club, de enige waarbij hij speelde. Alleen David O'Leary, met wie hij samen heeft gespeeld, speelde meer wedstrijden voor Arsenal. Adams werd de succesvolste aanvoerder in de geschiedenis van de club. Hij was ook de eerste aanvoerder die in drie verschillende decennia een club naar de titel leidde. Na zijn afscheid aan het eind van seizoen 2001/02 is er geen speler meer geweest die het nummer 6 heeft gedragen bij Arsenal. Dit veranderde in het seizoen 2006/07, toen de Zwitserse verdediger Phillipe Senderos het nummer overnam. Daarna volgende andere die het rugnummer toegewezen kregen.

## Erelijst
- Football League First Division: 1988/89, 1990/91
- Premier League: 1997/98, 2001/02
- FA Cup: 1992/93, 1997/98 en 2001/02
- EFL Cup: 1986/87, 1992/93
- FA Community Shield: 1991, 1998, 1999
- Football League Centenary Trophy: 1988
- European Cup Winners' Cup: 1993/94

## Clubstatistieken
| Seizoen     | Club        | Competitie     | Competitie | Competitie | Competitie | Beker | Beker | Beker | Internationaal | Internationaal | Internationaal | Totaal | Totaal | Totaal |
| Seizoen     | Club        | Competitie     | Wed.       | Dlp.       | Ass.       | Wed.  | Dlp.  | Ass.  | Wed.           | Dlp.           | Ass.           | Wed.   | Dlp.   | Ass.   |
| ----------- | ----------- | -------------- | ---------- | ---------- | ---------- | ----- | ----- | ----- | -------------- | -------------- | -------------- | ------ | ------ | ------ |
| 1983/84     | Arsenal     | Premier League | 1          | 0          | 0          | 0     | 0     | 0     | —              | —              | —              | 1      | 0      | 0      |
| 1984/85     | Arsenal     | Premier League | 3          | 0          | 0          | 0     | 0     | 0     | —              | —              | —              | 3      | 0      | 0      |
| 1985/86     | Arsenal     | Premier League | 10         | 0          | 0          | 0     | 0     | 0     | —              | —              | —              | 10     | 0      | 0      |
| 1986/87     | Arsenal     | Premier League | 42         | 6          | 0          | 1     | 0     | 0     | —              | —              | —              | 43     | 6      | 0      |
| 1987/88     | Arsenal     | Premier League | 38         | 2          | 0          | 3     | 0     | 0     | —              | —              | —              | 41     | 2      | 0      |
| 1988/89     | Arsenal     | Premier League | 36         | 4          | 0          | 3     | 0     | 0     | —              | —              | —              | 39     | 4      | 0      |
| 1989/90     | Arsenal     | Premier League | 38         | 5          | 0          | 2     | 0     | 0     | —              | —              | —              | 40     | 5      | 0      |
| 1990/91     | Arsenal     | Premier League | 30         | 1          | 0          | 1     | 0     | 0     | —              | —              | —              | 31     | 1      | 0      |
| 1991/92     | Arsenal     | Premier League | 35         | 2          | 0          | 1     | 0     | 0     | 4              | 0              | 0              | 40     | 2      | 0      |
| 1992/93     | Arsenal     | Premier League | 35         | 0          | 0          | 4     | 1     | 0     | —              | —              | —              | 39     | 1      | 0      |
| 1993/94     | Arsenal     | Premier League | 35         | 0          | 2          | 3     | 0     | 0     | 8              | 2              | 0              | 46     | 2      | 2      |
| 1994/95     | Arsenal     | Premier League | 27         | 3          | 0          | 1     | 0     | 0     | 10             | 0              | 0              | 38     | 3      | 0      |
| 1995/96     | Arsenal     | Premier League | 21         | 1          | 0          | 5     | 0     | 0     | —              | —              | —              | 26     | 1      | 0      |
| 1996/97     | Arsenal     | Premier League | 28         | 3          | 1          | 4     | 0     | 0     | 1              | 0              | 0              | 33     | 3      | 1      |
| 1997/98     | Arsenal     | Premier League | 26         | 3          | 1          | 7     | 0     | 0     | 2              | 0              | 1              | 35     | 3      | 2      |
| 1998/99     | Arsenal     | Premier League | 26         | 1          | 0          | 6     | 0     | 0     | 4              | 1              | 0              | 36     | 2      | 0      |
| 1999/00     | Arsenal     | Premier League | 21         | 0          | 1          | 0     | 0     | 0     | 11             | 0              | 0              | 32     | 0      | 1      |
| 2000/01     | Arsenal     | Premier League | 26         | 1          | 2          | 4     | 1     | 0     | 8              | 0              | 0              | 38     | 2      | 2      |
| 2001/02     | Arsenal     | Premier League | 10         | 0          | 0          | 3     | 1     | 0     | —              | —              | —              | 13     | 1      | 0      |
| Club Totaal | Club Totaal | Club Totaal    | 486        | 32         | 7          | 48    | 3     | 0     | 48             | 3              | 1              | 582    | 38     | 8      |
| TOTAAL      | TOTAAL      | TOTAAL         | 486        | 32         | 7          | 48    | 3     | 0     | 48             | 3              | 1              | 582    | 38     | 8      |

## Interlandcarrière

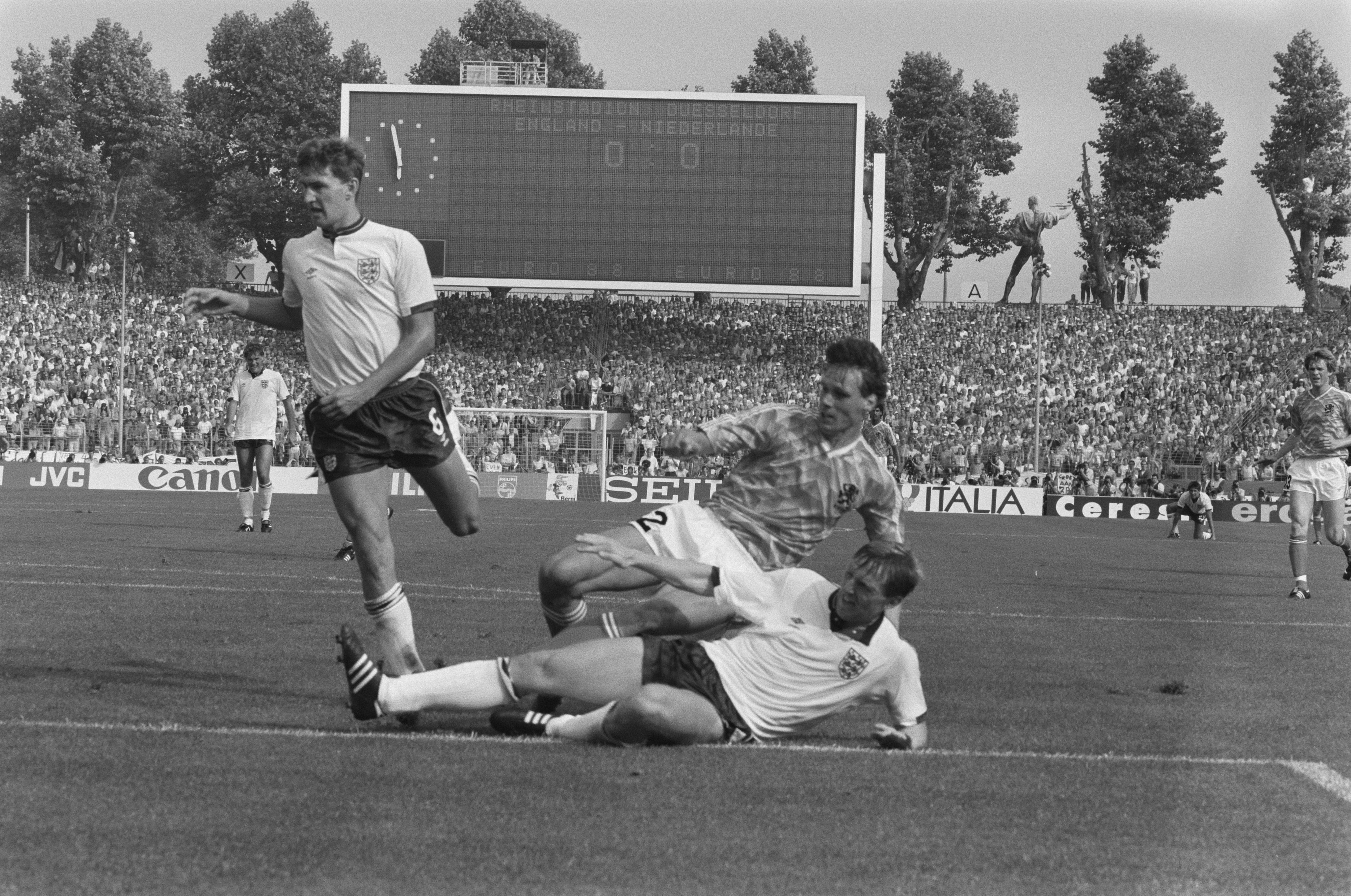
Adams (links) en Gary Michael Stevens proberen Marco van Basten af te houden op het EK 1988, maar die scoort drie keer

Op 18 februari 1987 maakte hij zijn debuut in het Engels nationaal elftal, in een wedstrijd tegen Spanje. Zijn 66e en laatste interland speelde hij op 7 oktober 2000, tegen Duitsland.
| Interlands van Tony Adams voor Engeland | Interlands van Tony Adams voor Engeland | Interlands van Tony Adams voor Engeland | Interlands van Tony Adams voor Engeland | Interlands van Tony Adams voor Engeland | Interlands van Tony Adams voor Engeland |
| №                                       | Datum                                   | Wedstrijd                               | Uitslag                                 | Competitie                              | Goals                                   |
| --------------------------------------- | --------------------------------------- | --------------------------------------- | --------------------------------------- | --------------------------------------- | --------------------------------------- |
| 1                                       | 18.02.1987                              | Spanje – Engeland                       | 2 – 4                                   | Vriendschappelijk                       |                                         |
| 2                                       | 29.04.1987                              | Turkije – Engeland                      | 0 – 0                                   | EK-kwalificatie                         |                                         |
| 3                                       | 19.05.1987                              | Engeland – Brazilië                     | 1 – 1                                   | Vriendschappelijk                       |                                         |
| 4                                       | 09.09.1987                              | West-Duitsland – Engeland               | 3 – 1                                   | Vriendschappelijk                       |                                         |
| 5                                       | 14.10.1987                              | Engeland – Turkije                      | 8 – 0                                   | EK-kwalificatie                         |                                         |
| 6                                       | 11.11.1987                              | Joegoslavië – Engeland                  | 1 – 4                                   | EK-kwalificatie                         | 25'                                     |
| 7                                       | 23.03.1988                              | Engeland – Nederland                    | 2 – 2                                   | Vriendschappelijk                       | 61'                                     |
| 8                                       | 27.04.1988                              | Hongarije – Engeland                    | 0 – 0                                   | Vriendschappelijk                       |                                         |
| 9                                       | 21.05.1988                              | Engeland – Schotland                    | 1 – 0                                   | Vriendschappelijk                       |                                         |
| 10                                      | 24.05.1988                              | Engeland – Colombia                     | 1 – 1                                   | Vriendschappelijk                       |                                         |
| 11                                      | 28.05.1988                              | Zwitserland – Engeland                  | 0 – 1                                   | Vriendschappelijk                       |                                         |
| 12                                      | 12.06.1988                              | Engeland – Ierland                      | 0 – 1                                   | EK-eindronde                            |                                         |
| 13                                      | 15.06.1988                              | Engeland – Nederland                    | 1 – 3                                   | EK-eindronde                            |                                         |
| 14                                      | 18.06.1988                              | Engeland – Sovjet-Unie                  | 1 – 3                                   | EK-eindronde                            | 16'                                     |
| 15                                      | 14.09.1988                              | Engeland – Denemarken                   | 1 – 0                                   | Vriendschappelijk                       |                                         |
| 16                                      | 19.10.1988                              | Engeland – Zweden                       | 0 – 0                                   | WK-kwalificatie                         |                                         |
| 17                                      | 16.11.1988                              | Saoedi-Arabië – Engeland                | 1 – 1                                   | Vriendschappelijk                       | 54'                                     |
| 18                                      | 14.11.1990                              | Ierland – Engeland                      | 1 – 1                                   | EK-kwalificatie                         |                                         |
| 19                                      | 27.03.1991                              | Engeland – Ierland                      | 1 – 1                                   | EK-kwalificatie                         |                                         |
| 20                                      | 14.10.1992                              | Engeland – Noorwegen                    | 1 – 1                                   | WK-kwalificatie                         |                                         |
| 21                                      | 18.11.1992                              | Engeland – Turkije                      | 4 – 0                                   | WK-kwalificatie                         |                                         |
| 22                                      | 17.02.1993                              | Engeland – San Marino                   | 6 – 0                                   | WK-kwalificatie                         |                                         |
| 23                                      | 31.03.1993                              | Turkije – Engeland                      | 0 – 2                                   | WK-kwalificatie                         |                                         |
| 24                                      | 28.04.1993                              | Engeland – Nederland                    | 2 – 2                                   | WK-kwalificatie                         |                                         |
| 25                                      | 29.05.1993                              | Polen – Engeland                        | 1 – 1                                   | WK-kwalificatie                         |                                         |
| 26                                      | 02.06.1993                              | Noorwegen – Engeland                    | 2 – 0                                   | WK-kwalificatie                         |                                         |
| 27                                      | 08.09.1993                              | Engeland – Polen                        | 3 – 0                                   | WK-kwalificatie                         |                                         |
| 28                                      | 13.10.1993                              | Nederland – Engeland                    | 2 – 0                                   | WK-kwalificatie                         |                                         |
| 29                                      | 09.03.1994                              | Engeland – Denemarken                   | 1 – 0                                   | Vriendschappelijk                       |                                         |
| 30                                      | 17.05.1994                              | Engeland – Griekenland                  | 5 – 0                                   | Vriendschappelijk                       |                                         |
| 31                                      | 22.05.1994                              | Engeland – Noorwegen                    | 0 – 0                                   | Vriendschappelijk                       |                                         |
| 32                                      | 07.09.1994                              | Engeland – Verenigde Staten             | 2 – 0                                   | Vriendschappelijk                       |                                         |
| 33                                      | 12.10.1994                              | Engeland – Roemenië                     | 1 – 1                                   | Vriendschappelijk                       |                                         |
| 34                                      | 15.02.1995                              | Ierland – Engeland                      | 0 – 0                                   | Vriendschappelijk                       |                                         |
| 35                                      | 29.03.1995                              | Engeland – Uruguay                      | 0 – 0                                   | Vriendschappelijk                       |                                         |
| 36                                      | 06.09.1995                              | Engeland – Colombia                     | 0 – 0                                   | Vriendschappelijk                       |                                         |
| 37                                      | 11.10.1995                              | Noorwegen – Engeland                    | 0 – 0                                   | Vriendschappelijk                       |                                         |
| 38                                      | 15.11.1995                              | Engeland – Zwitserland                  | 3 – 1                                   | Vriendschappelijk                       |                                         |
| 39                                      | 12.12.1995                              | Engeland – Portugal                     | 1 – 1                                   | Vriendschappelijk                       |                                         |
| 40                                      | 23.05.1996                              | China – Engeland                        | 0 – 3                                   | Vriendschappelijk                       |                                         |
| 41                                      | 08.06.1996                              | Engeland – Zwitserland                  | 1 – 1                                   | EK-eindronde                            |                                         |
| 42                                      | 15.06.1996                              | Engeland – Schotland                    | 2 – 0                                   | EK-eindronde                            |                                         |
| 43                                      | 18.06.1996                              | Engeland – Nederland                    | 4 – 1                                   | EK-eindronde                            |                                         |
| 44                                      | 22.06.1996                              | Engeland – Spanje                       | 0 – 0                                   | EK-eindronde                            |                                         |
| 45                                      | 26.06.1996                              | Engeland – Duitsland                    | 1 – 1                                   | EK-eindronde                            |                                         |
| 46                                      | 09.11.1996                              | Georgië – Engeland                      | 0 – 2                                   | WK-kwalificatie                         |                                         |
| 47                                      | 30.04.1997                              | Engeland – Georgië                      | 2 – 0                                   | WK-kwalificatie                         |                                         |
| 48                                      | 11.10.1997                              | Italië – Engeland                       | 0 – 0                                   | WK-kwalificatie                         |                                         |
| 49                                      | 11.02.1998                              | Engeland – Chili                        | 0 – 2                                   | Vriendschappelijk                       |                                         |
| 50                                      | 22.04.1998                              | Engeland – Portugal                     | 3 – 0                                   | Vriendschappelijk                       |                                         |
| 51                                      | 23.05.1998                              | Engeland – Saoedi-Arabië                | 0 – 0                                   | Vriendschappelijk                       |                                         |
| 52                                      | 15.06.1998                              | Engeland – Tunesië                      | 2 – 0                                   | WK-eindronde                            |                                         |
| 53                                      | 22.06.1998                              | Roemenië – Engeland                     | 2 – 1                                   | WK-eindronde                            |                                         |
| 54                                      | 26.06.1998                              | Colombia – Engeland                     | 0 – 2                                   | WK-eindronde                            |                                         |
| 55                                      | 30.06.1998                              | Argentinië – Engeland                   | 2 – 2                                   | WK-eindronde                            |                                         |
| 56                                      | 05.09.1998                              | Zweden – Engeland                       | 2 – 1                                   | EK-kwalificatie                         |                                         |
| 57                                      | 10.02.1999                              | Engeland – Frankrijk                    | 0 – 2                                   | Vriendschappelijk                       |                                         |
| 58                                      | 04.09.1999                              | Engeland – Luxemburg                    | 6 – 0                                   | EK-kwalificatie                         |                                         |
| 59                                      | 08.09.1999                              | Polen – Engeland                        | 0 – 0                                   | EK-kwalificatie                         |                                         |
| 60                                      | 10.10.1999                              | Engeland – België                       | 2 – 1                                   | Vriendschappelijk                       |                                         |
| 61                                      | 13.11.1999                              | Schotland – Engeland                    | 0 – 2                                   | EK-kwalificatie                         |                                         |
| 62                                      | 17.11.1999                              | Engeland – Schotland                    | 0 – 1                                   | EK-kwalificatie                         |                                         |
| 63                                      | 31.05.2000                              | Engeland – Oekraïne                     | 2 – 0                                   | Vriendschappelijk                       | 68'                                     |
| 64                                      | 12.06.2000                              | Portugal – Engeland                     | 3 – 2                                   | EK-eindronde                            |                                         |
| 65                                      | 02.09.2000                              | Frankrijk – Engeland                    | 1 – 1                                   | Vriendschappelijk                       |                                         |
| 66                                      | 07.10.2000                              | Engeland – Duitsland                    | 0 – 1                                   | WK-kwalificatie                         |                                         |

## Trainerscarrière
In november 2003 werd Adams aangesteld als trainer van Wycombe Wanderers, maar desondanks degradeerde de club naar de Football League Two. Op 9 november 2004 stapte hij om persoonlijke redenen op. Op 7 juli 2005 begon Adams een stage bij Feyenoord als jeugdtrainer. In januari 2006 begon Adams bij het FC Utrecht van John van Loen en Foeke Booy als trainer.
In het seizoen 2006-07 was Adams assistent-trainer van de Engelse voetbalclub Portsmouth. Na het vertrek van hoofdcoach Harry Redknapp naar Tottenham Hotspur nam hij het stokje over en werd hij hoofdcoach bij Pompey. Na een teleurstellende reeks, waardoor de club zestiende stond in de competitie en in de FA Cup werd uitgeschakeld door Swansea City, werd hij na iets meer dan drie maanden al ontslagen Van mei 2010 tot 16 november 2011
 was hij trainer bij Qäbälä PFK in Azerbeidzjan. In april 2017 werd hij trainer bij Granada CF met een contract tot het eind van dat seizoen. Nadat hij alle resterende wedstrijden had verloren, degradeerde Granada naar de Segunda División A.

## Alcoholverslaving
Adams was berucht om zijn alcoholverslaving. Hij zat in 1990 drie maanden in de gevangenis voor rijden onder invloed.
In september 1999 verscheen een autobiografisch boek over zijn verslaving met de titel Addicted.